# 絶愛-1989-
『絶愛-1989-』（ぜつあい-1989-）は、尾崎南による日本の漫画作品。『マーガレット』（集英社）にて連載されていた。通称「絶愛」。続編として『BRONZE zetsuai since 1989』（ブロンズ　ゼツアイ　シンス1989 ）がある。こちらは略して「BRONZE」（ブロンズ）と呼ばれている。

## 概要
尾崎の商業誌での代表作。連載が始まった頃の日本の漫画界には、まだボーイズラブはそのジャンルの専門誌にしか存在していなかった。そんな時代に、主人公2人が織り成す男性同士の激しいラブストーリーを『マーガレット』という普通の少女漫画雑誌で連載し、大ヒットを飛ばしたという特異性で知られている。
続編である『BRONZE zetsuai since 1989』は2006年以降休載していたが、2011年に掲載誌を『コーラス』（集英社）に変えて復帰を果たした。番外編が2回、本編の続編が3回掲載され、同年9月号にて連載は終了した。

## あらすじ
南條晃司は16歳。超人気の歌手だが、何事にも興味のないような冷めた性格をしている。しかしそんな彼にもただ一つ、激しく感情を揺さぶられるものがあった。幼い頃出会った「イズミ」という名の少女の記憶。野生動物のような鋭い眼差し、この相手には「負ける」という直感。出会ったのは一度だけだったが、晃司にとってそれは忘れられない初恋の記憶だった。
ある雨の夜、酔っ払って意識を失いゴミ捨て場に倒れこんでいた晃司を一人の少年が助ける。その少年の名は泉拓人。彼は晃司と同じ歳で、アパートで一人暮らしをしながら高校に通っていた。グラウンドの中でサッカーをする泉を見た晃司は、気まぐれにゴールキーパーとして彼のシュートを受け止める。晃司の運動神経に驚嘆した泉は滅多に見せない本気のシュートを放つ。その泉の眼差しを見て、晃司は彼こそが初恋の相手「イズミ」その人であることに気付きショックを受ける。少女だというのは誤解で「イズミ」は男だったのだ。それでもなお、性別を超えて晃司は泉に強烈に惹かれていく。
だが芸能人である彼を追っていたマスコミの矛先が泉にも及び、泉の過去が週刊誌に暴露されてしまう。彼は母親が父親を殺すという事件の生き残りであり、その時彼自身も深い刺し傷を受けていたのだ。大事な弟妹達を守るため、その過去を必死に押し隠して目立たないように生きてきた泉は「お前なんかに関わらなければ、こんなことには…！」と晃司に怒りをぶつける。もう二度と会わないと約束する晃司。だが言葉とは裏腹に、晃司は泉と同じ高校に編入してきて時間の許す限り泉の傍にいるようになる。自分の気持ちを押さえ込み、時には全てを冗談にまぎらわせて、晃司はゴールキーパー役として泉のサッカーの自主トレにつきあい続ける。いつしか晃司の存在に慣れていく泉。
しかしある夜、叶わない恋心に苦悩する晃司は、全てを壊してしまえとばかりに激情のまま泉を襲ってしまう。行為は未遂で終わったが、それは晃司の本気の恋愛感情を否応なく泉に知らしめた。その激しい愛は、彼に両親の事件を思い出させる。彼の母は「愛してるから」と夫に刃を向け、そして父親は笑顔のまま殺されていったのだ。狂気に近い愛に恐怖を覚えながらも、晃司を完全に突き放す事ができない泉。愛するというのはどういう事か、自分は本当に相手の事を愛しているのか、どうしたら幸せになれるのか。それは2人にとって終りの見えない苦悩の始まりだった。

## 登場人物
南條 晃司（なんじょう こうじ）
声 - 速水奨
主人公。渋谷プロダクション所属の超人気・歌手だが、失踪癖がある。酒を飲み、雨の中で眠り込んでいたところを、拓人に助けられる。芸能界に入る前は、暴走族に入っており、喧嘩も強く、有名であった。人気歌手でありながら、バイクや、車を無免許で運転をする。16歳には思えないほど大人びており、大女優などとも関係があるなど、女関係は乱れており、女を手玉に取っている。初体験は小学生の時で相手は異母兄である秋人の当時の彼女である。長髪で長身が特徴。
泉 拓人（いずみ たくと）
声 - 子安武人
ごく普通の少年。ガソリン・スタンドでバイトを終えた帰り道、熱を出していた晃司を拾って看病する。高校ではサッカー部に所属し、バイトは掛け持ちするなどハード・スケジュールをこなしている（19時〜23時までクラブのボーイ、0時〜3時までガソリン・スタンド）。12年前、母親が父親を刺し殺したため、父方の親戚が運営している「泉学園」という孤児院で育った過去を持つ。その時、自身も母親に左腰を刺され、重傷を負った。中学2年の時、サッカーで優勝するなど才能はまれに見るものであるが、特待生や、国体出場は全て拒絶するなど、妹たちのため有名になることを避け、極力目立たないように生きている。
渋谷 克巳（しぶや かつみ）
声 - 山口勝平
中学時代から晃司の友人。医者の息子で、自身も医者を目指している。体の弱い妹がいたが中学生の時に亡くしている。
堀内 芹香（ほりうち せりか）
声 - 西原久美子
拓人の妹。弟と共に、6年前に資産家の堀内夫妻に引き取られた。
堀内 優吾（ほりうち ゆうご）
声 - 西本悦子
拓人の弟。
南條 広瀬（なんじょう ひろせ）
声 - 真地勇志
晃司の異母兄。南條家の長男で会社社長。
南條 秋人（なんじょう あきひと）
声 - 菊池正美
晃司の異母兄。南條家の次男。
過去に彼女を晃司に寝盗られたことがあり、そのため晃司を嫌っている。
南條 撫子（なんじょう なでしこ）
晃司の異母妹。南條家の長女。

## OVA
また、上記シリーズのOVA化作品として『絶愛-1989-』（集英社・東芝EMI／マーガレットビデオ・1992年7月29日発行）、『BRONZE Cathexis KOJI NANJO』（集英社・東芝EMI／マーガレットビデオ・1994年7月6日発行）、『BRONZE ZETSUAI since 1989』（集英社・ビクターエンタテインメント／マーガレットビデオ・1996年12月4日発行）がある。
晃司役に選ばれた速水奨は、説明を受けた際は『ポーの一族』のような少女漫画だろうと思っており、実際の作品を知って驚いたと電ファミニコゲーマーとのインタビューの中で振り返っている。
また、速水は演じた時の状況について「当時の僕は、作品で描かれていた恋愛が男性同士のものというのは、あくまで表面的なことであって、 これも少女や女性たちが考えた“究極の愛”の物語だと思って演じていました。」と話しており、「　今、キャラクターを演じるときは、キャラクターという球体を中心に外側へ丸く言葉を広げていく感覚なんです。でも、『絶愛』は、鋭角的な言葉を相手に突き刺すという感覚でした。演じていて苦しくなる……というような。」と他作品と異なる演じ方をしたことを明らかにしている。

### 絶愛-1989-
- 1992年7月29日発売／発売：集英社／45分

キャスト
- 南条晃司：速水奨
- 泉拓人：子安武人
- 渋谷克已：山口勝平
- 泉芹香：西原久美子
- 拓人の母：宗形智子
- 拓人の父：鈴木勝美
- 少年時代の拓人：松下美由紀

スタッフ
- 原作 - 尾崎南（マーガレット連載）
- 監督 - 遠藤卓司
- 脚本 - 浦畑達彦
- 絵コンテ - 川尻善昭
- キャラクターデザイン・作画監督 - 青木哲朗
- 美術監督 - 上原伸一
- 色彩設計 - 中村栄里
- 撮影監督 - 山口仁
- 編集 - 伊藤勇喜子、末吉文弘、尾形治敏
- 音響監督 - 本田保則
- 音楽 - 川井憲次
- プロデューサー - 丸山正雄
- アニメーション制作 - マッドハウス
- 製作・著作 - 集英社

挿入歌
- 「真紅の傷跡」
  - 作詞:松井五郎
  - 作・編曲:勝又隆一
  - 歌:南条晃司（速水奨）
- 「どうすればいい」
  - 作詞:K.INOJO
  - 作・編曲:見良津健雄
  - 歌:南条晃司（速水奨）

### BRONZE KOJI NANJO cathexis
- 1994年7月6日発売／発売：集英社／27+7分
- 南條晃司（歌:速水奨）による楽曲5点を収録したイメージアルバムビデオ。PVのような編集の映像が特徴。

スタッフ
- 原作 - 尾崎南（マーガレット連載）
- 監督 - りんたろう
- 助監督 - 小寺勝之
- 構成 - 浦畑達彦
- 絵コンテ - 小寺勝之、川尻善昭、千明孝一、浅香守生、平田敏夫
- 演出 - 黒田恭弘
- 色彩設計 - 中村美和子、三笠修、大武恭子
- 美術 - 青木勝志
- 編集 - 尾形治敏
- 音響監督 - 本田保則
- プロデューサー - 丸山正雄
- 制作 - マッドハウス
- 製作・著作・発売 - 集英社

### BRONZE ZETSUAI since 1989
- 1996年12月4日発売／発売：集英社・ビクターエンタテインメント／50分

キャスト
- 南条晃司：速水奨
- 泉拓人：子安武人
- 渋谷克已：山口勝平
- 泉芹香：西原久美子
- 南条広瀬：真地勇志
- 南条秋人：菊池正美
- マスター：森川智之

スタッフ
- 原作 - 尾崎南
- 総監督・構成・絵コンテ - やまざきかずお
- 監督・演出 - 川崎逸朗
- キャラクターデザイン・作画監督 - 黄瀬和哉
- 美術監督 - 根崎知恵子
- 色彩設計 - 片山由美子
- 撮影監督 - 白井久男
- 編集 - 三木幸子
- 音楽 - 大谷幸
- 音響監督 - 田中英行
- プロデューサー - 石川洋一、石川光久
- 制作プロデューサー - 内田哲夫
- 制作 - Production I.G
- 製作・著作 - 集英社

## CD

### 尾崎南オリジナルアルバム
- 「彼烈火」（1988年11月6日、東芝EMI、LD32-5086/LB28-5086/LC28-5086） - 厳密には絶愛ではなく、尾崎南作品のイメージアルバムになる。
  - ドラマパート：飛田展男・鈴置洋孝
  - 歌：石原慎一、鈴木弘明、坪倉惟子

### イメージアルバム
歌：石原慎一（BRONZEのみ南條晃司名義）
- 「絶愛-1989-」（1990年7月25日、東芝EMI、TYCY-5139/TYTY-5139）
- 「南條晃司／BRONZE」「ZETSUAI MEGAMIX 1992」（1992年1月29日、東芝EMI、TYCY-5186 & BTZ-0010） ※カセットとのセット販売
- 「南條晃司／BRONZE」（1993年4月14日、東芝EMI、TYCY-5299） ※CDのみの再販

### オリジナルサウンドトラック
歌：速水奨（南條晃司名義）
- 「灼熱夏 絶愛-1989- Version2」（1992年9月9日、東芝EMI、TYCY-5235）
- 「Bad Blood」（1992年10月14日、東芝EMI）
- 「BRONZE ENDMAX 〜南條晃司／渇愛××93」（1993年9月22日、東芝EMI、TYCY-5328）
- 「BRONZE -Cathexis KOJI NANJO」（1994年6月17日、東芝EMI）
- 「BRONZE 殉教」（1996年2月21日、ビクターエンタテインメント）
- 「BRONZE zetsuai since 1989 OST」（1996年12月18日、ビクターエンタテインメント）

### ドラマCD
- 「絶愛 DRAMA MIX 1993」（1993年3月10日、東芝EMI、TYCY-5294・5）

キャスト
- 南條晃司 - 速水奨
- 泉拓人 - 子安武人
- 渋谷克巳- 山口勝平
- 泉芹香 - 西原久美子
- 泉学園の先生 - 石井直子
- 拓人の母：宗形智子
- 拓人の父：鈴木勝美
- 少年時代の拓人：松下美由紀
- 高坂 - 岡和男
- 南本美恵子 - 五十嵐麗
- 佐々木美奈子 - 丸山真奈実
- 女生徒 - 西本悦子
- 記者 - 河合義雄

- 「DRAMA CD BRONZE zetsuai since 1989」（2003年3月25日、フロンティアワークス）

キャスト
- 南條晃司 - 黒田崇矢
- 泉拓人 - 加瀬康之
- 渋谷克巳- 山口勝平
- 泉芹香：西原久美子
- 南條広瀬：真地勇志
- 南條秋人：上田祐司
- 邦秀久也 - 吉岡文夫
- 飯島愛里 - 河原木志穂
- 女性ファン - 秋田まどか・小林恵美

- 「DRAMA CD BRONZE zetsuai since 1989 Vol.2」（2003年9月25日、フロンティアワークス）

キャスト
- 南條晃司 - 黒田崇矢
- 泉拓人 - 加瀬康之
- 渋谷克巳- 山口勝平
- 千葉進歩 - 高坂俊之
- 本田(記者) - 浜田賢二
- 加納ゆり - 夏樹リオ
- 鉤十字彩 - 久川綾
- 吉井京 - 篠原恵美
- スチュワーデス・少年 - 河原木志穂

## 漫画単行本

### 絶愛-1989-
日本国内では、集英社のマーガレットコミックスより全5巻が刊行された。
日本国外では、フランス語版（Tonkamが出版）、ドイツ語版（カールセンが出版）、韓国語版（鶴山文化が出版）、台湾版（東立出版社有限公司が出版）、香港版（玉皇朝出版集団が出版）、スペイン語版（グレナ・エスパーニャが出版）、イタリア語版（パニーニ・コミックス）が今までに出版されている。
| # | 日本語版       | 日本語版            | 他言語版                   | 他言語版                              |
| # | 発売日         | ISBN                | 発売日                     | ISBN                                  |
| - | -------------- | ------------------- | -------------------------- | ------------------------------------- |
| 1 | 1990年1月25日  | ISBN 978-4088496115 | 2000年11月1日 2002年1月1日 | ISBN 3-551-74776-8 ISBN 2-84580-042-8 |
| 2 | 1990年4月18日  | ISBN 978-4088496399 | 2000年11月1日 2002年1月1日 | ISBN 3-551-74777-6 ISBN 2-84580-043-6 |
| 3 | 1990年7月25日  | ISBN 978-4088496665 | 2001年1月1日 2002年1月1日  | ISBN 3-551-74778-4 ISBN 2-84580-044-4 |
| 4 | 1990年11月22日 | ISBN 978-4088497037 | 2001年1月1日 2002年1月1日  | ISBN 3-551-74779-2 ISBN 2-84580-105-X |
| 5 | 1991年3月25日  | ISBN 978-4088497402 | 2001年3月1日 2002年1月1日  | ISBN 3-551-74780-6 ISBN 2-84580-106-8 |

また、集英社コミック文庫版が全3巻で刊行されている。
- 1巻 2002年12月12日発行 ISBN 978-4086178754
- 2巻 2002年12月12日発行 ISBN 978-4086178761
- 3巻 2002年12月12日発行 ISBN 978-4086178778

### BRONZE zetsuai since 1989
『絶愛-1989-』の続編。日本国内では集英社のマーガレットコミックスより刊行されている。全14巻（未完）。
日本国外では、ドイツ語版（カールセンが出版）、スペイン語版（グレナ・エスパーニャが出版）、台湾版（東立出版社有限公司が出版）、韓国語版（鶴山文化が出版）が今までに出版されている。
| #  | 発売日         | ISBN                |
| -- | -------------- | ------------------- |
| 1  | 1992年1月24日  | ISBN 978-4088498416 |
| 2  | 1993年7月23日  | ISBN 978-4088481135 |
| 3  | 1994年1月25日  | ISBN 978-4088481739 |
| 4  | 1994年5月25日  | ISBN 978-4088482132 |
| 5  | 1994年7月25日  | ISBN 978-4088482330 |
| 6  | 1994年12月16日 | ISBN 978-4088482835 |
| 7  | 1995年12月15日 | ISBN 978-4088484365 |
| 8  | 1996年12月16日 | ISBN 978-4088485850 |
| 9  | 1997年3月19日  | ISBN 978-4088486246 |
| 10 | 1998年11月25日 | ISBN 978-4088488837 |
| 11 | 2000年1月25日  | ISBN 978-4088471655 |
| 12 | 2003年3月25日  | ISBN 978-4088476094 |
| 13 | 2003年9月25日  | ISBN 978-4088476650 |
| 14 | 2006年3月25日  | ISBN 978-4088460406 |

また、加筆修正された『BRONZE since 絶愛 愛蔵版』(B's-LOG COMICS)がエンターブレインより刊行されている。
- 1巻 2012年8月1日発行 ISBN 978-4-04-728180-6

### BRONZE 最終章
『BRONZE zetsuai since 1989』(マーガレットコミックス・全14巻)の続編。「愛蔵版コミックス」として集英社から出版されている。
- 『BRONZE 最終章』2011年9月21日発行  ISBN 978-4087823912

### その他
シリーズ番外編の短編集として『Bad Blood』マーガレットコミックス・ワイド版がある。
- 『Bad Blood』1992年11月24日発行 ISBN 978-4088480350

## ノベライズ版
集英社より数点のノベライズ版が発行されている。執筆者は、『華冤シリーズ』については秋山凛、『絶愛 Since 1989』のみ楠香はる。全て尾崎南自身が挿絵を描いている。
この小説では、晃司の兄・広瀬が出てくるなど南條家のさまざまなことが描かれており、華冤断章ではとくにそれが顕著に表れている。
| 巻数 | 題名                                              | 発売時     | ISBN               |
| ---- | ------------------------------------------------- | ---------- | ------------------ |
| 1    | 華冤断章 小説                                     | 1997年6月  | ISBN 4-08-702004-5 |
| 2    | 絶愛 Since 1989                                   | 1997年12月 | ISBN 4-08-702008-8 |
| 3    | 華冤断章 - 裏切り者の末裔 - 小説                  | 1998年1月  | ISBN 4-08-702010-X |
| 4    | 華冤断章 - 悪魔の棲む地下 帝王の生誕れる街 - 小説 | 1998年8月  | ISBN 4-08-702012-6 |

## 批評
OVA『BRONZE zetsuai since 1989』に対して、Anime News Networkは、このOVAのメロドラマチック要素を批判した。